# 보어인
보어인(Boer) 또는 부르인(아프리칸스어: Boer 부르, 복수는 Boere)은 아프리카너(Afrikaner)라고도 하는데, 남아프리카 지역으로 이민하여 아프리카에 정착한 네덜란드계 사람들과 그의 후손들을 말한다. 이들은 현재의 남아프리카공화국의 구성원중 가장 초기의 유럽출신 이민자들이었다. 네덜란드어 방언에서 파생된 아프리칸스어(Afrikaans)를 쓰기도 한다. 보어는 네덜란드어에서 농부를 뜻하는 말이다.

트란스발 공화국의 국기

오렌지 자유국의 국기

## 개요
보어인 조상은 종교적으로는 네덜란드에서 로마 가톨릭 교회의 종교적 박해를 피해 이주한 장로교 신도들이다. 《교과서밖의 세계사 여행》(김성환 지음, 사계절)에 따르면, 자신들에게 저항하는 줄루족 등 원주민을 소총 등 우세한 화기로 학살하고(포장마차를 방탄벽으로 만들고 총을 난사하여 줄루족 300명 이상을 학살함), 북쪽으로 확장하였다. 19세기에 그들은 대영 제국에 맞서 오렌지 자유국와 트란스발 공화국이란 작은 두개 나라를 세워 독립하려고 했다. 이러한 작은 국가는 거의 반세기 동안 존재하였으나 제2차 보어전쟁(1899년~1902년)에서 패하여 영국에 항복하고 영국 식민지가 되었다.(1902년) 원래는 케이프 아프리카너와 보어는 구별했으나 현재는 동의어처럼 쓰고 있다. 보통 보어인은 국수주의적인 경향이 강한 것으로 알려져있다. 그러나 현대 일부 보어인은 인종차별정책(아파르트헤이트, Apartheid)의 성립이 억지로 강요된 것이었으며 보어전쟁 혹은 마리츠 반란(1914년) 과정에서 빚어진 어쩔 수 없는 선택이었다고 주장한다.

## 보어전쟁

### 자원발견
트란스발 공화국(현재의 남아프리카 공화국)은 전략적 요충지일 뿐 아니라 풍부한 금과 다이아몬드 광산이 위치하고 있다. 1900년에는 트란스발의 금 매장지대인 랜드는 세계 금 공급의 25%를 생산하고 있었다. 이러한 금광붐에 따라 새로운 영국 이주민이 몰려들었고 이들은 '오이틀란데르'라고 불렸다. 이들이 점점 늘어 남에 따라 보어인들과 갈등을 일으켰다.

### 보어전쟁
결국 아프리카에서 세력을 넓히던 영국과 전쟁을 일으키게 되었는데 이것이 1차 보어 전쟁과 2차 보어 전쟁이다. 전쟁의 발달은 5년 이상 거주한 영국 이주민에게도 투표권을 달라는 요구를 구실로 한 것이었다. 보어 전쟁 당시 보어인들은 사실상 농부들에 불과했지만 민병대를 구성하여 영국군에 대항했다. 5만4천여 명밖에 안되는 소수였지만 맥심 기관총, 대포, 최신 마우저총 등으로 무장했으며, 전쟁사학자 정토웅 육군사관학교 교수가 쓴 《세계전쟁사 다이제스트 100》(가람기획)에 따르면 적의 손이나 발을 맞출 정도로 뛰어난 사격 솜씨를 갖추었다고 한다. 1900년 스피온 콥에서의 전투는 보어인이 승리를 얻을 수 있었다. 이것은 영국군과 영국에게는 큰 충격이었다.

### 영국의 승리, 강제수용소
1899년에 작은 국경도시 마페킹(Mafeking, Mafikeng)에서 217일 동안 영국군은 보어인들에 대한 포위공격을 방어하는 데 성공하고 1900년에는 오렌지 자유국의 수도 블룸폰테인과 트란스발의 수도 프리토리아를 점령하였다. 이후 보어인들은 게릴라식 전략으로 전환하여 저항을 시도했다. 하지만 영국군의 명장 키치너 장군은 청야정술을 펼치기로 결정, 보어 인 농장들이 게릴라를 지원한다는 명목으로 흑인들과 보어인들의 거주지 3만여 가구를 소각하여 활동근거를 말살하고, 여자와 어린이 보어인들을 강제수용소에 수용하였다. 이는 최초의 강제수용소였으며 훗날 나치의 강제수용소의 본보기가 되었다. 모두 2만 7,927 명의 비전투원 어린이와 여성이 영양실조 등으로 인하여 수용소에서 죽었다. 어린이들과 여성들을 수용소에 죽게 한 영국군의 행동은 고의적인 대량 학살이라기보다는 영국군 무감각의 산물이었다. 점점 열세에 몰린 보어인들은 외국에 도움을 요청하고 영국에게도 화친을 요청하였으나, 영국군은 이를 거부하고 결국 1902년 5월 31일 베르니이헝 평화 조약에서 트렌스발과 오렌지 자유국은 독립을 상실하고 영국의 식민지로 병합되었으며 1910년에 남아프리카 연방이 수립되었다.

## 에밀리 홉하우스의 반전운동
영국 콘월에서 성공회 신부의 딸로 태어난 에밀리 홉하우스는 1900년 12월 케이프타운에 가서 남아프리카 여성과 어린이를 위한 인도주의 구호운동을 시작하였다. 극악한 상황을 목격한 홉하우스는 영국으로 돌아와 항의하는 대중운동을 시작했으며, 이에 영국 정부는 밀러선트 포셋이 책임을 맡은 위원회를 조직하여 개선에 나서게 되었다. 육군성의 이러한 무능과 야만은 영국민들 사이에서도 저항감을 불러 일으키게 되었으며, 제국주의에 대한 반성의 움직임을 일으키게 되었다. 이는 이후 1906년 1월 자유당의 집권에 이르는 원인 중 하나가 된다.

## 흑인들과 보어전쟁
보어전쟁 당시 보어인들은 흑인들을 전쟁에 이용했으며, 영국군은 흑인들의 본거지를 말살하여 보어인들의 활동근거지를 없애고자 하였다. 이러한 흑인들의 전쟁피해는 제1차 세계대전 때에도 일어나, 독일군과 영국군 모두 식민지내 흑인들을 전쟁에 강제로 이용하였다.

## 같이 보기
- 나탈리아 공화국
- 오라녜 자유국
- 트란스발 공화국
- 트란스발 식민지